# Obeliski
Obeliski – skała w miejscowości Podzamcze w województwie śląskim, w powiecie zawierciańskim, w gminie Ogrodzieniec. Znajduje się w lesie, w odległości około 155 m na południowy wschód od wschodnich murów obronnych Zamku Ogrodzieniec. Są to tereny Wyżyny Częstochowskiej wchodzącej w skład Wyżyny Krakowsko-Częstochowskiej.

## Wspinaczka skalna
Przez wspinaczy skalnych Obeliski nazywane są Obeliskiem i zaliczane do rejonu Cim na Podzamczu. W grupie Obelski wyróżniają skały Obelisk I, Obelisk II i Skała za Obeliskiem. Zbudowane są z twardych wapieni skalistych, mają ściany połogie lub pionowe i wysokość 16 m. Uprawiana jest na nich wspinaczka skalna. Jest 14 dróg wspinaczkowych o trudności od IV do VI.3+ w skali Kurtyki. Na niektórych zamontowano stałe punkty asekuracyjne: ringi (r) i stanowiska zjazdowe (st), na pozostałych drogach wspinaczka tradycyjna (trad).

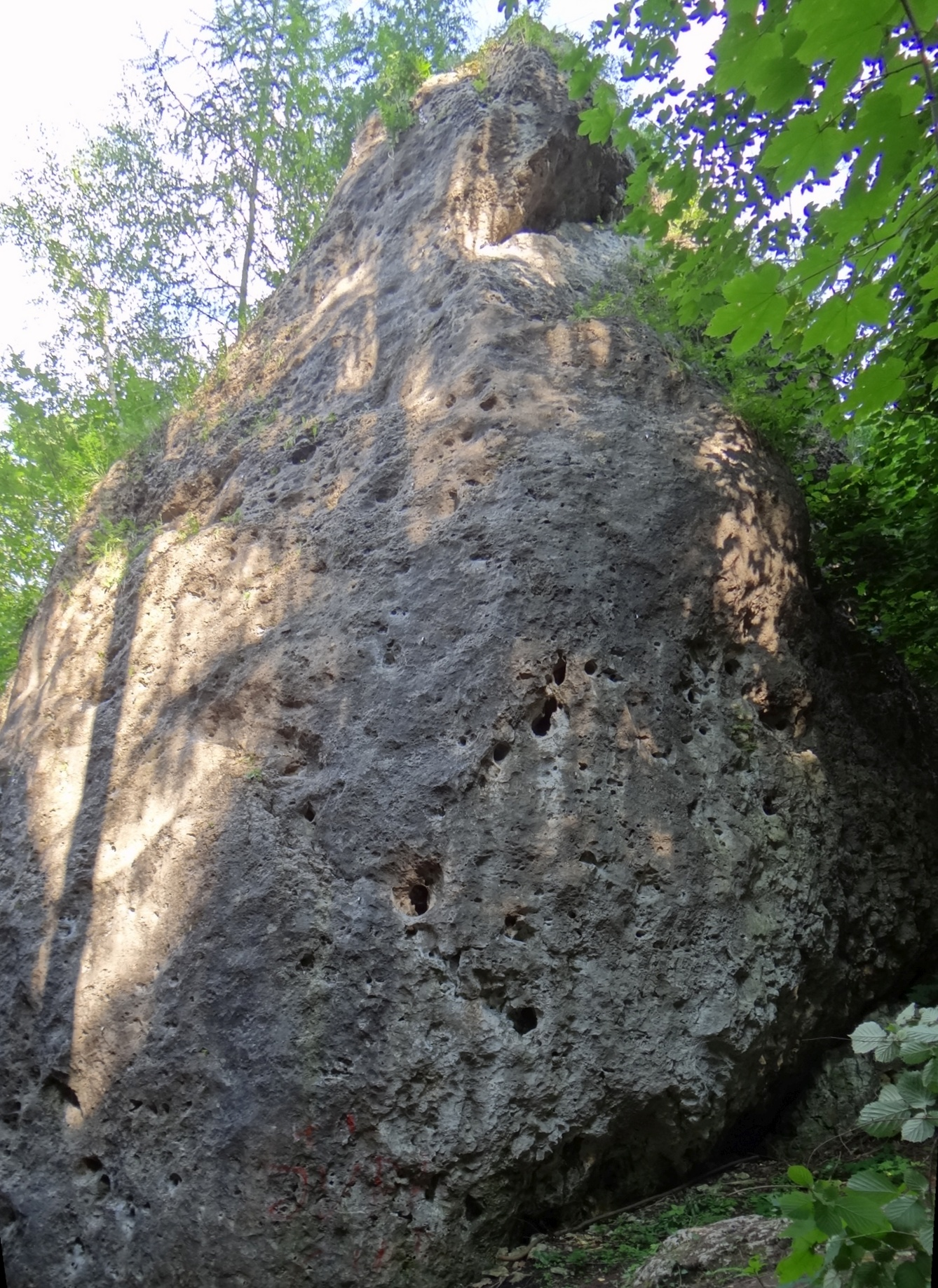
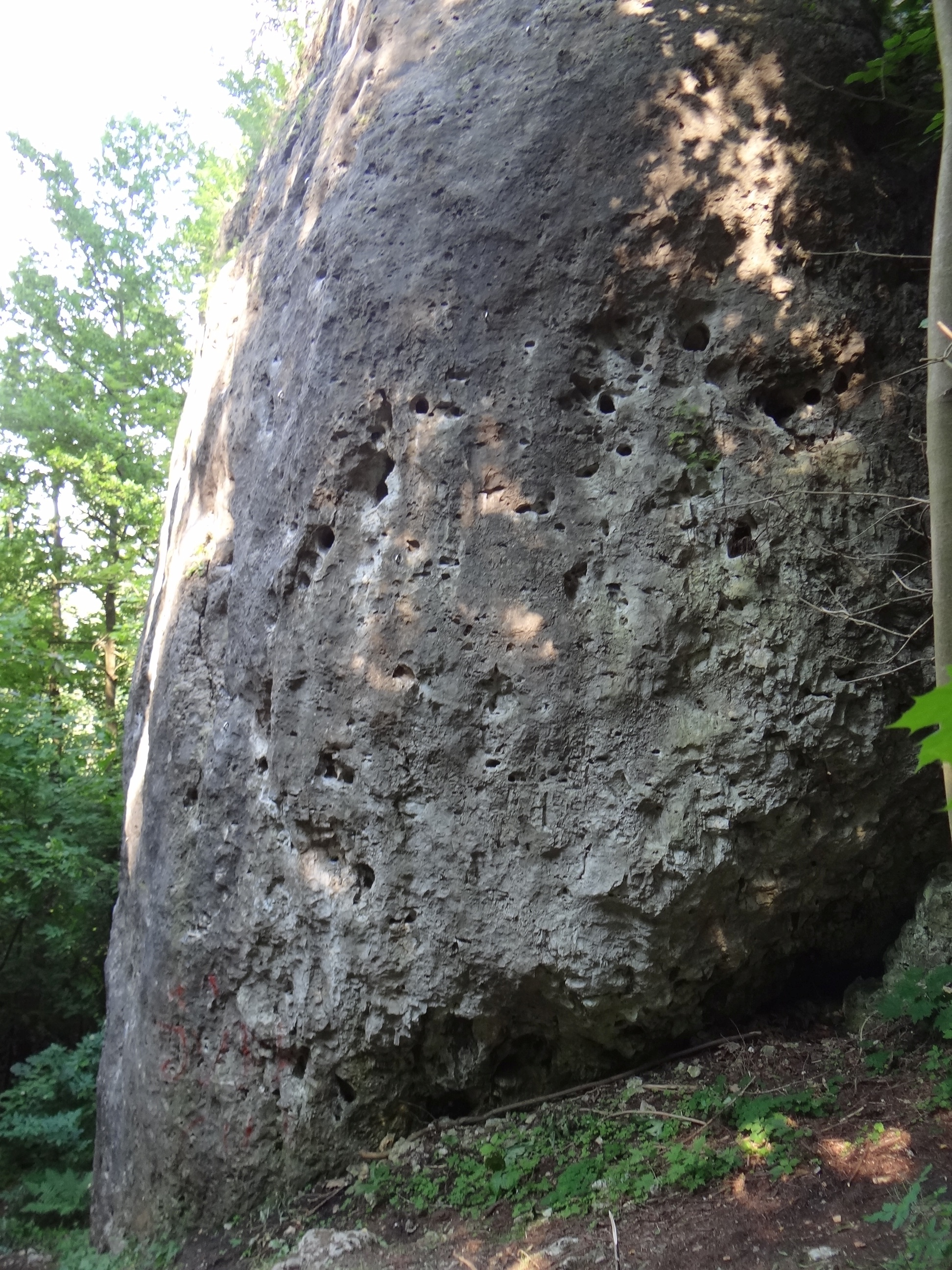
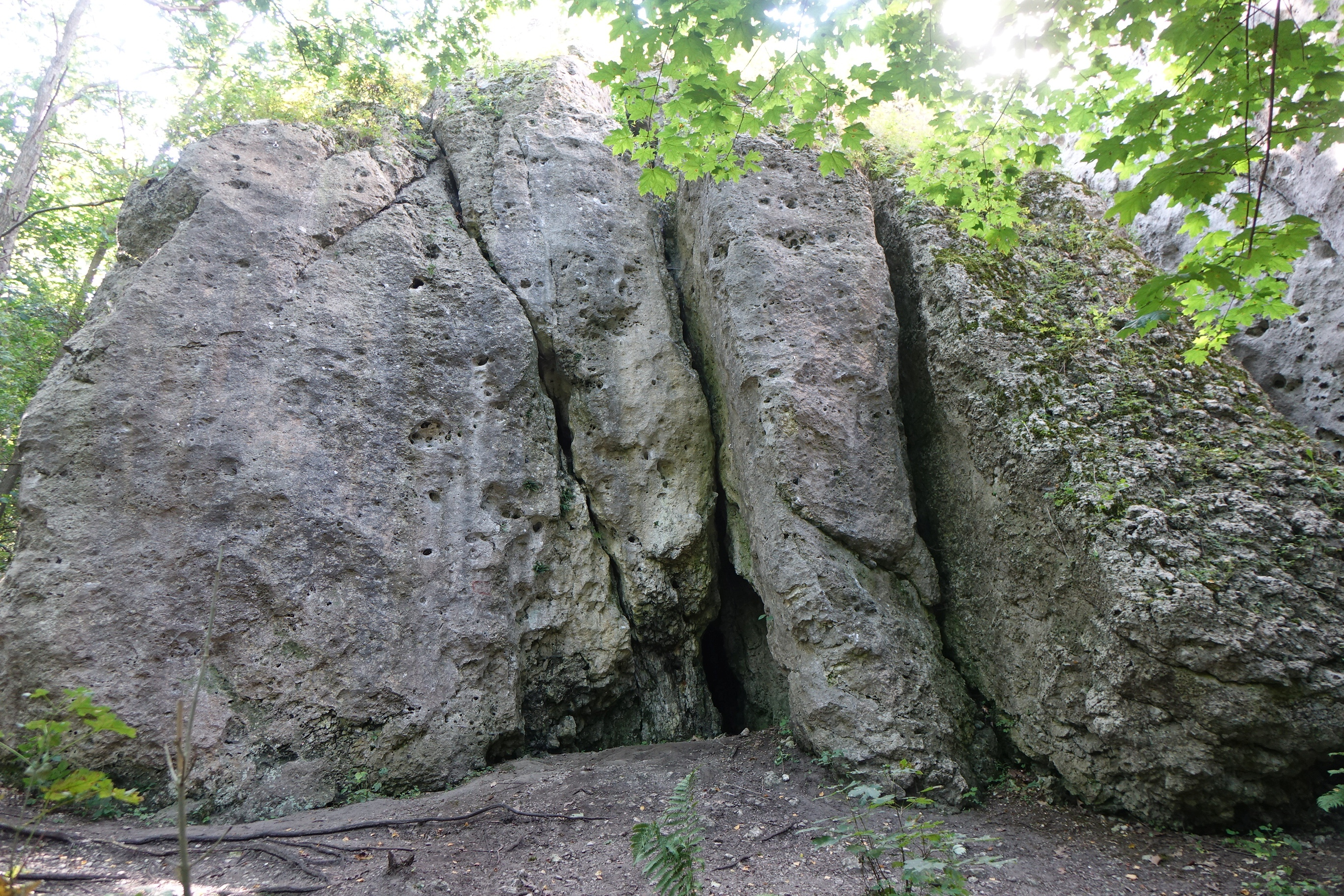
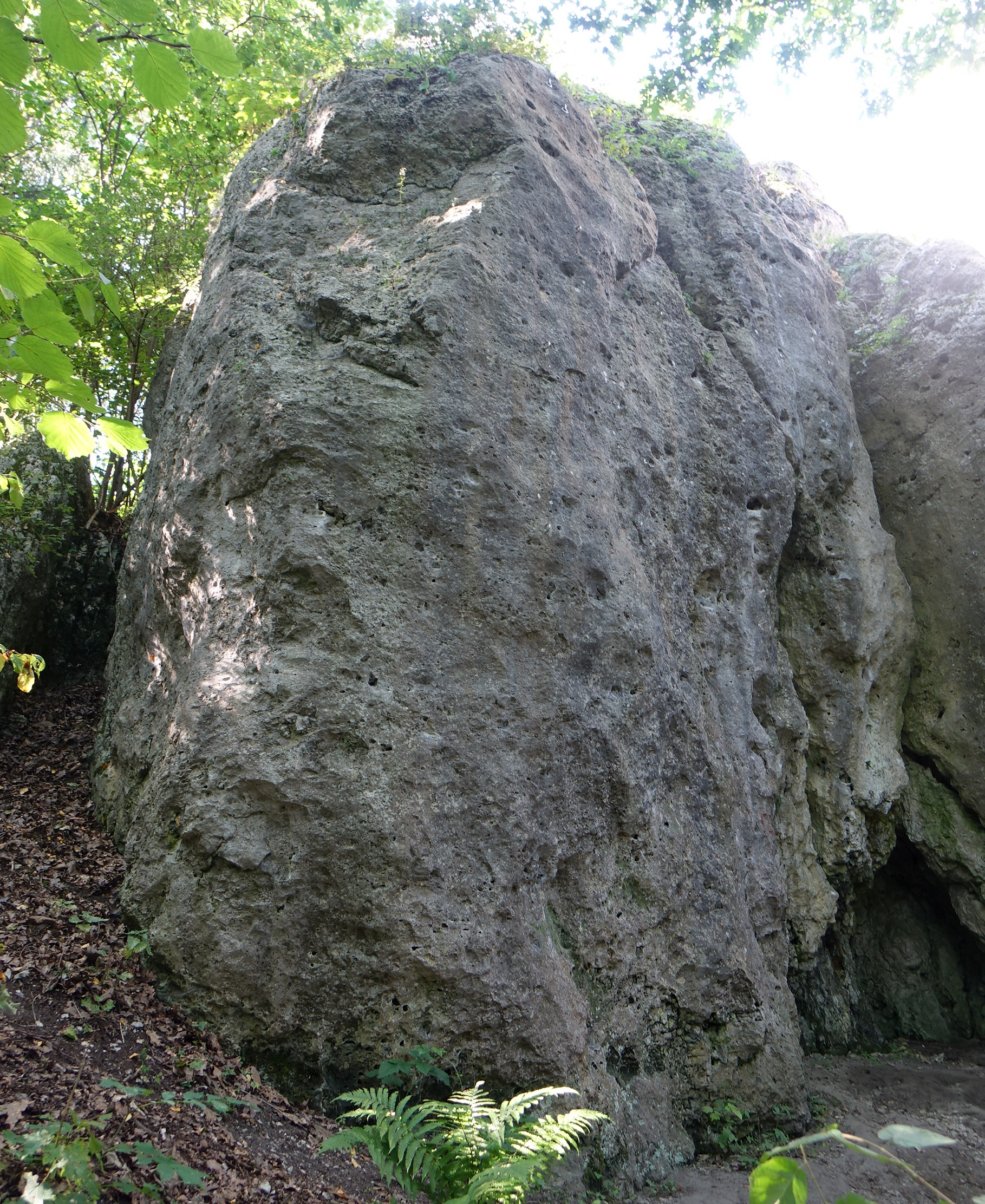
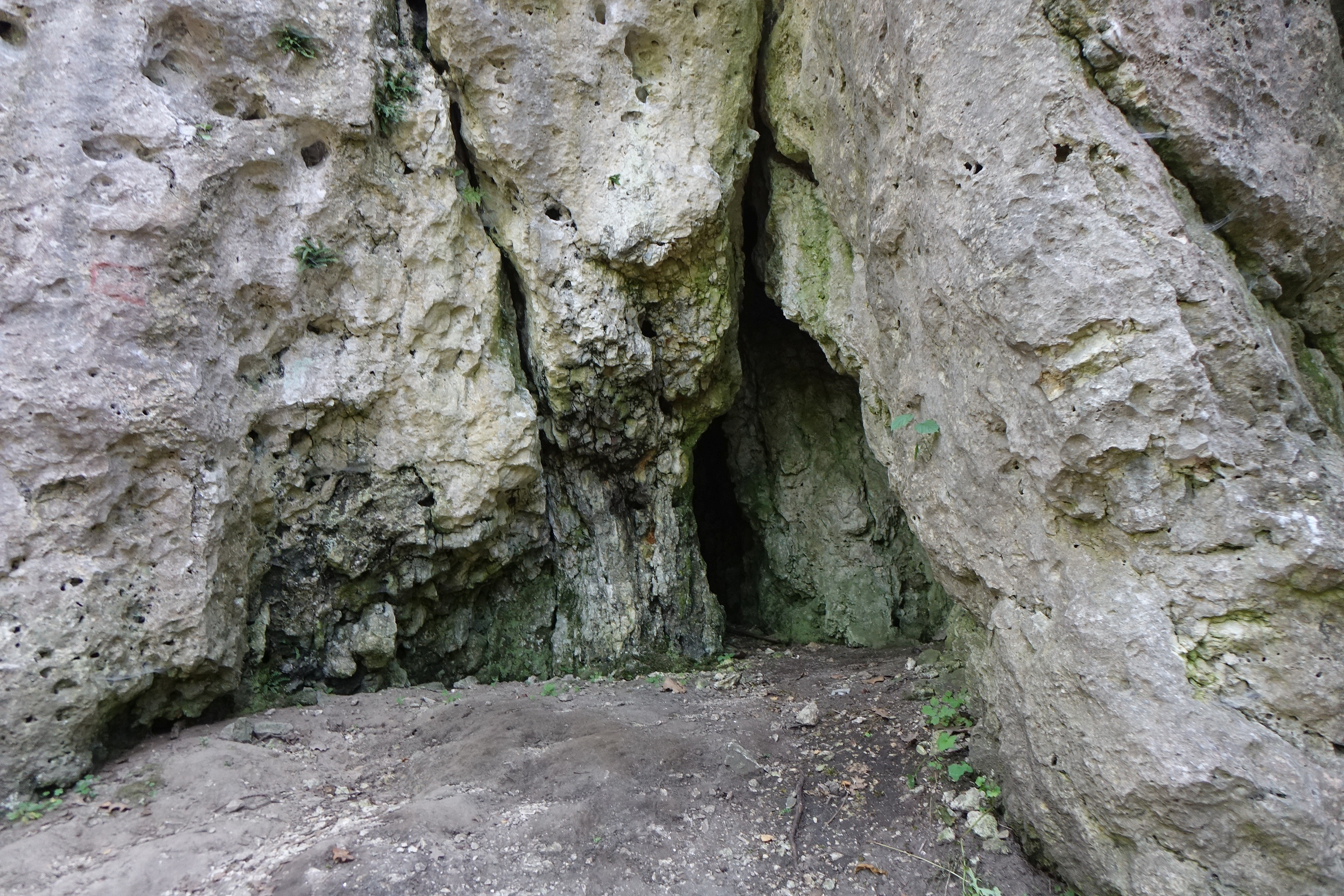
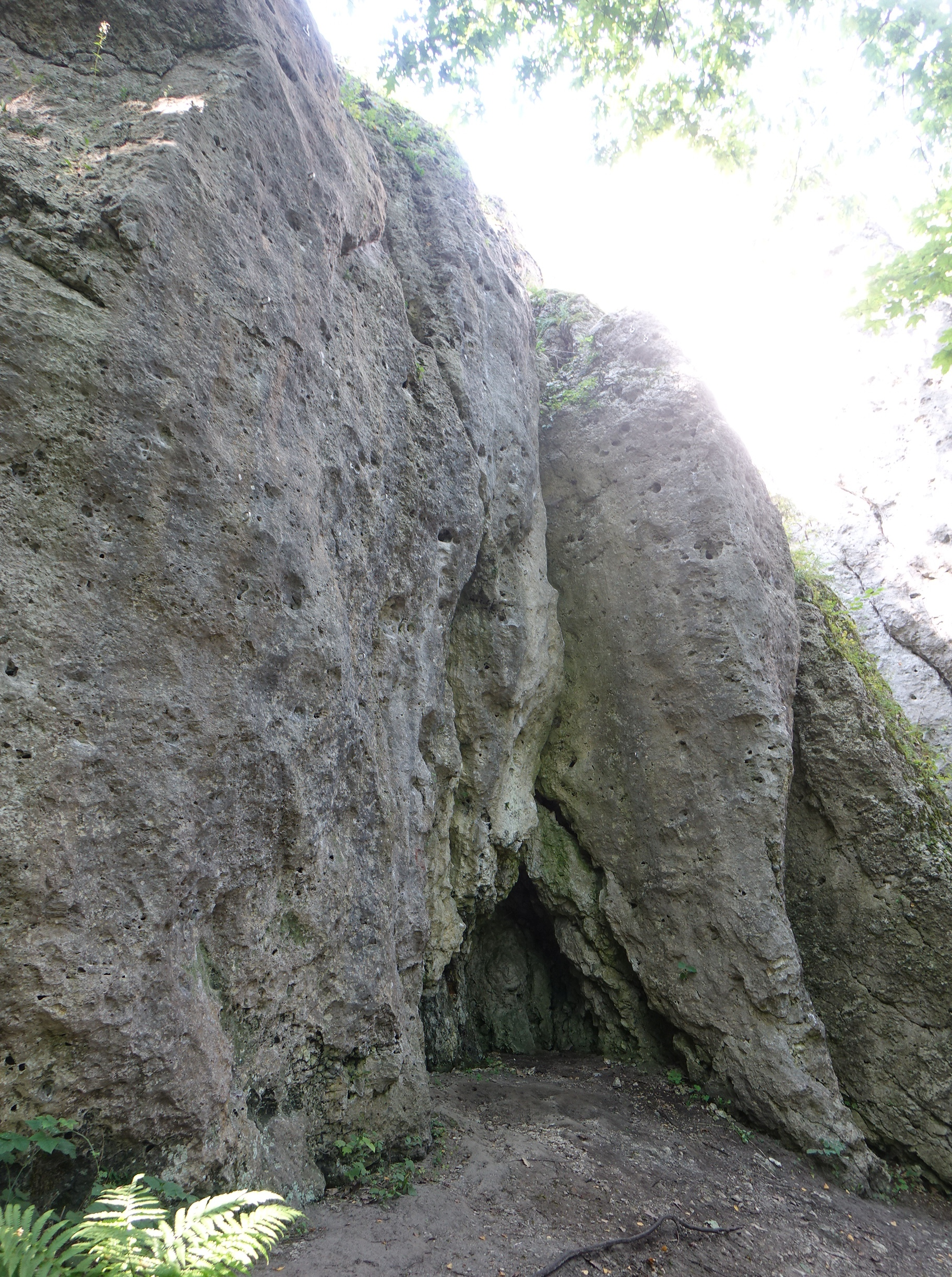

## Drogi wspinaczkowe
1. Post Regiment; VI.3, 3r +st
2. Feminoteka; VI+, 3r +st
3. Lewe ryski; V, trad
4. Z kamerą wśród pająków; VI.2+, 4r +st, ogranicznik naturalny
5. Prawe ryski; IV+, trad
6. Dziewczyny z branży; VI.1+, 3r +st
7. Tradowe wygłupy; VI.3, trad
8. Konto na Kajmanach; VI.3+, 6r +st
9. Rysa Obeliska; V, trad
10. Policjanci to palanci; VI.1+, 7r +st
11. Smerfy to pedały; VI+, 5r +st
12. Nie ma szacunku, nie ma balu; VI.1, 4r +st
13. Bal samców; VI.1+, 4r +st
14. Środkiem; IV, trad[4].

Skała Obeliski cieszy się dużą popularnością wśród wspinaczy skalnych. Od Zamku Ogrodzieniec prowadzi do niej ścieżka wydeptana przez wspinaczy. Tuż po jej zachodniej stronie znajduje się skała Ratusz, na której również uprawiana jest wspinaczka skalna.